# خرم سلطان
خرم سلطان (به ترکی استانبولی: Hürrem Sultan) (زادهٔ ۱۵۰۰ – درگذشتهٔ ۱۵ آوریل ۱۵۵۸) که در منابع غربی با نام روزا یا روکسِلانا شناخته می‌شود، تنها همسر عقدی سلیمان یکم، دهمین و بزرگ‌ترین سلطان عثمانی و مادر جانشین او سلیم دوم بود. وی به یکی از قدرتمندترین و تأثیرگذارترین زنان در تاریخ امپراتوری عثمانی تبدیل شد که با نفوذ فراوان خود بر سلطان سلیمان و بر هم زدم تمام معیارهای سابق حرم‌سرای عثمانی شناخته می‌شود. خرم سلطان به صورت شخصیتی جنجالی، آغازگر دوره‌ای شد که بعدها به «سلطنت زنان» معروف گشت.
خرم سلطان در سرزمین روتنیا که در آن زمان ناحیهٔ شرقی پادشاهی لهستان بود متولد شد. منابع او را از ملیت‌های گوناگون ذکر کرده‌اند؛ ولی بر روس بودن او اتفاق نظر بیشتری وجود دارد. او در جوانی توسط تاتارهای کریمه در حوالی رود دنیستر به اسارت گرفته شد که او را به عثمانی آوردند. او وارد حرم‌سرای امپراتوری شد و به علت داشتن چهره‌ای شاد و خندان، نام پارسی «خرّم» به او داده شد. زمانی که او به حرم‌سرا آمد، سلطان سلیمان دو زن (غیرعقدی) دیگر به نام‌های گلفام و ماه‌دوران در زندگی خود داشت؛ اما این خرم بود که سلیمان را شیفتهٔ خود ساخت. سلیمان سنت دویست ساله را شکست و خرم را به عقد خود درآورد و برای نخستین‌بار به او عنوان رسمی «خاصگی سلطان» بخشید. خرم سلطان از سلیمان ۵ پسر و ۱ دختر به دنیا آورد که سومین پسر آنها به نام سلیم، بعد از پدرش بر تخت امپراتوری عثمانی نشست.
خرم سلطان در منابع مختلف، هم با خیرات و هم با دسیسه‌هایش به یاد آورده می‌شود. اگرچه روایت‌ها دربارهٔ نقش خرم در اعدام ابراهیم پاشای پارگایی، شاهزاده مصطفی و احمد پاشا بسیار مشهور هستند؛ اما هیچ‌کدام از آنها بر اساس منابع بی‌طرف و قابل اثبات نیستند. به خواست خرم کارهای خیریه فراوانی انجام شد و مجتمع عام‌المنفعه خاصگی سلطان در استانبول یادگار او می‌باشد. خرم سلطان با استفاده از علاقهٔ سلیمان به خود، تمام معیارها سابق حرم‌سرای عثمانی را به هم زد و پس از مرگ، در کنار خیرات و میراث فراوان، سرنوشت غم‌انگیزی را برای دربار عثمانی به جا گذاشت. «سلطنت زنان» در قصر عثمانی که در نتیجهٔ اقدامات خرم آغاز گردید، پس از او توسط زنانی چون عروسش نوربانو سلطان تا کوسم سلطان، خاصگی رومی‌تبار سلطان احمد که برای حفظ اقتدارش از مرگ فرزندان و مسموم نمودن نوه‌اش هم چشم‌پوشی نکرد، دنبال شد. قدرت‌گیری زنان در دربار و دخالت آنها در انتخاب و انتصاب مشاغل و متداول شدن رشوه‌گیری در واگذاری مقام‌ها و اراضی دولتی، از دلایل اصلی شتاب‌گرفتن انحطاط حکومت عثمانی شد.

## نام
مطابق برخی تواریخ متاخر، خرم با نام الکساندرا رُزلانا لیسوفسکا یا آناستازیا لیسوفسکا متولد شده و نام مستعار وی در دوران کودکی ناستیا بوده است. خرم در عثمانی بیشتر با نام خاصگی خرم سلطان، در زبان‌های اروپایی به نام‌های روکسلانا، روکسولانا، روکسِلین، روزا و رزیکا، در ترکی هورِم (به ترکی استانبولی: Hürrem) که از واژهٔ پارسی خُرّم گرفته شده و در عربی هم با نام کَریمَة، شناخته می‌شود. روکسِلانا (roxelana) احتمالاً یک نام واقعی نیست بلکه نامی مستعار است که به اصالت روسی وی اشاره دارد. نام اروپایی خرم که برای او ماندگار شد، نخستین‌بار توسط اوگیر بوسبک، سفیر روم مقدس در امپراتوری عثمانی در کتابش «چهار یادداشت از سفارت ترکیه» (به لاتین: Legationis Turcicae epistolae quatuor) که به سال ۱۵۸۹ در پاریس منتشر شد، برای او به‌کار رفت. او در این کتاب خرم را «روکسولانا» (به روسی: Роксола́на) نامید که بر اساس خاستگاه فرضی خرم از نظر او، در سرزمینی به نام «روکسولانیا» بوده است.  

## زندگی‌نامه
خرم سلطان که در منابع غربی با نام روزا یا روکسلانا مشهور است به سال ۱۵۰۰ در پادشاهی لهستان به دنیا آمد. منابع او را از ملیت‌های گوناگون ذکر کرده‌اند؛ ولی بر روس بودن او اتفاق نظر بیشتری وجود دارد. پدر روکسلانا یک کشیش ارتدوکس بود. روکسلانا در جوانی توسط تاتارهای کریمه در حوالی رود دنیستر به اسارت گرفته شد که او را به عثمانی آوردند. احتمالاً ابتدا به بازار برده‌فروشان کَفّه و سپس به استانبول منتقل شد و از آنجا برای حرم‌سرای سلطان انتخاب شد.

### آمدن به حرم‌سرا
حرم‌سرای عثمانی از اجزاء پرحاشیه حکومت عثمانی بود. در قسمت اندرونی دربار، حرم همایونیِ سلطان قرار داشت. ورود به بخش زنان حرم ممنوع بود که توسط غلامان سیاه‌پوست محافظت می‌شد. در حرم همایونی جاریه‌ها و زنان زیبارو از نژادهای مختلف زندگی می‌کردند که به دست مسئول گمرک خریداری یا به وسیلهٔ رجال و امرای ایالت‌ها به شکل انتخابی به دربار فرستاده می‌شدند. این زنان پس از معاینه توسط یک پزشک زنان و آموزش شعائر اسلامی، سواد، رقص، موسیقی، آواز و خیاطی وارد دربار می‌شدند. هر دختری که موفق می‌شد نظر سلطان را به خود جلب کند، پس از بوسیدن دامان سلطان، به او پوستینی از سمور، اتاق مخصوص و معاش ماهانه از دربار داده می‌شد. چهار تا شش دختری که مورد توجه سطان بودند، مقدم بر دیگران شده و عنوان «قادین» (یا کادین) دریافت می‌کردند.
روکسلانا نیز یکی از این قادین‌ها گشت و به علت داشتن چهره‌ای شاد و خندان، نام پارسی «خرّم» به او داده شد. سلطان سلیمان پس از آشنایی با خرم، شیفتهٔ او شد. اولین شب‌نشینی آن دو تا سپیده دم روز بعد ادامه یافت و از آن روز، دیگر آن دختر فتنه‌برانگیز حرم، خود را در قلب سلیمان جا کرده بود و از نزد پادشاه جدا نمی‌شد. زمانی که او به حرم‌سرا آمد، سلطان سلیمان دو زن (غیرعقدی) دیگر به نام‌های گلفام و گل‌بهار (مشهور به ماه‌دوران) در زندگی خود داشت؛ اما قدرتمندترین زن حرمسرا حفصه سلطان بود. او زن سلطان سلیم یکم و مادر سلیمان بود و نخستین زن عثمانی بود که عنوان «والده سلطان» اختیار کرد. حفصه سلطان تا زمان مرگش از سال ۱۵۳۴، قدرت حرم‌سرا را در دست داشت و خرم تا این موقع نفوذی زیادی در دربار نداشت. ولی مرگ حفصه سلطان موجب افزایش قدرت خرم و پیدا شدن رشته‌ای از خیره‌سری‌ها در او گردید. بعد از این تاریخ بود که می‌توان نقش خرم را در سیاست خارجی و داخلی امپراتوری عثمانی مشاهده کرد.

نگارهٔ «روکسلانا و سلطان» اثر در ۱۷۸۰م

خرم پس از آنکه سلیمان را شریک عشق خود ساخت، برای بیرون راندن سایر رقبای خود در حرم ازجمله گلفام و ماه‌دوران، کوشش‌های زیادی کرد. او که به ادبیات دیوانی ترکی آشنا بود، در سفرهای طولانی سلیمان و جدا ماندن از او، با نوشتن نامه‌های عاشقانه و جملاتی چون: «بنیم جانیم، گونولدن سوگلی شاهیم، روح و روانیم» عشق و علاقهٔ سلطان را بیش از پیش به سوی خود جلب می‌نمود. خرم که از طبع ادبی و هنری پادشاه آگاه بود، برای او نامه‌ها و اشعار عاشقانهٔ فراوان می‌نوشت. ایلبراورتیلی از مورخان معاصر ترک، می‌گوید: «خرم سلطان به شعر علاقهٔ بسیاری داشت و زبان شعر را به بهترین شکلی مورد استفاده قرار می‌داد.»
خرم در نامه‌های خود چنین می‌نوشت: «حضرت سلطان، در حسرت دیدن رخسار شما می‌سوزم. ای سلطان دولت بزرگ عثمانی دستان‌تان را می‌بوسم. بگذارید تا حال و احوال این جاریه را که عاشق شماست توضیح بدهم. برای ابراز عشقم به شما به ایزنیک آمده و توسط حجاج به حضور والایتان نامه فرستادم. آرزویم دریافت خبر سلامتی شماست.» او در یکی دیگر از نامه‌های عاشقانه‌اش چنین نوشته است: «عزیز دلم سلطان، به خداوند بزرگ التماس می‌کنم که دیگر شما را از من جدا نکرده و رخسار عزیزتان را هرچه زودتر ببینم. ایزد منان ما را از جدایی رها سازد. حتی اگر آب دریاها مرکب شده و تمامی درختان به قلم تبدیل شوند، نمی‌توانند حسرت این جدایی را بازگو کنند. سلطانم، شبی نیست که از حسرت و شراره‌های قلبم جهان آتش نگیرد. هر روز آسمان از فریاد من که در حسرت دیدن رخسارتان به سرمی برم، پاره پاره می‌شود...»

### خاصگی سلطان

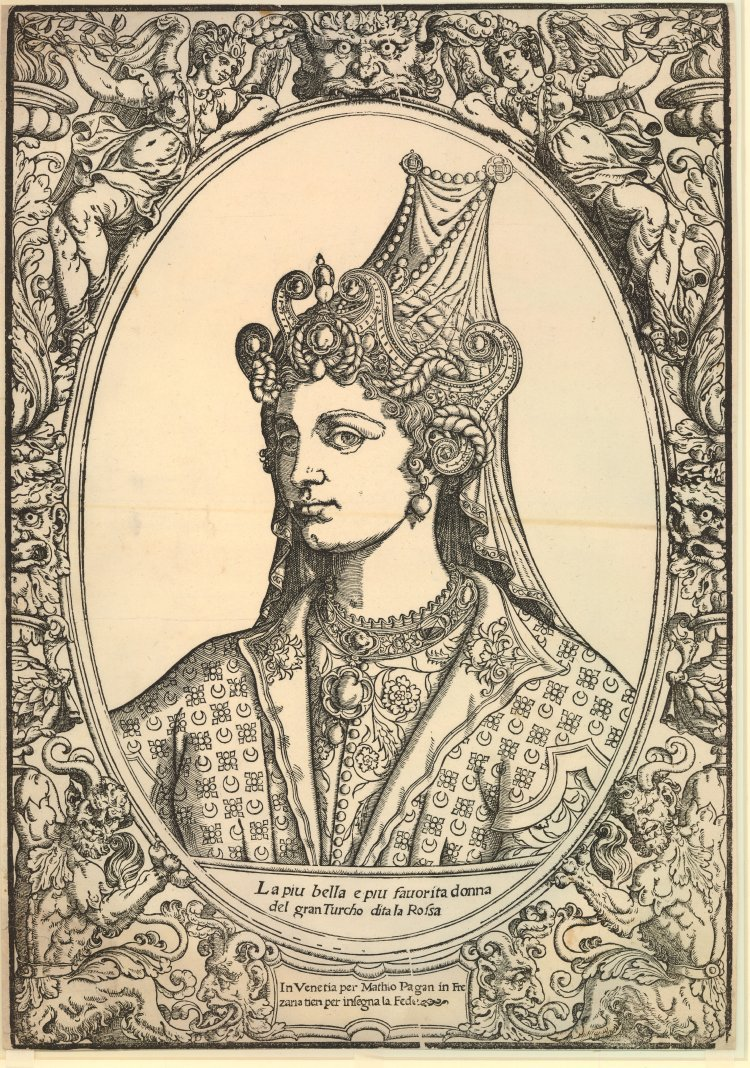
پرترۀ «روکسلانا» اثر ماتئو پاگانی در میان سال‌های ۱۵۴۰ تا ۱۵۵۰م، که او را به عنوان «زیباترین و محبوب‌ترین همسر ترک بزرگ (سلطان سلیمان)» با نام روزا (Rossa) توصیف می‌کند.

رقابت و تنش میان خرم و ماه‌دوران سوگلی دیگر سلطان سلیمان، به وضوح مشاهده می‌شد. روزی این دو زن بر سر چشمه یکدیگر را به باد کتک گرفتند. دیگر جاریه‌ها سعی می‌کردند تا به دعوا فیصله بدهند. این واقعه در مدت کوتاهی به گوش همه و حتی سفیران خارجی رسید. به طوری که پیترو براگادینو سفیر ونیز، طی گزارشی جنگ و جدل دو سلطانه عثمانی را به اطلاع سنای ونیز رساند. بر اساس این گزارش، ماه‌دوران مادر شاهزاده مصطفی ضمن کشیدن موهای خرم به صورتش چنگ انداخته و خرم سلطان نیز با دمپایی به کرات و شدت هرچه تمام بر سر او کوبیده است. پس از این ماجرا خرم سلطان خود را به انزوا کشانید و حتی از ملاقات با سلطان سلیمان امتناع کرد. مگر آنکه به عقد سلطان درآید و ماه‌دوران هرچه زودتر از کاخ توپکاپی و حتی پایتخت بیرون رانده شود. این رفتار و شروط گستاخانه نه تنها به زندگی خرم پایان نداد، بلکه سلیمان را شیفته‌تر کرد. پادشاه خواسته‌های خرم را به جای آورد؛ نخست شاهزاده مصطفی را والی مانیسا کرد که مادرش نیز باید همراه او می‌رفت. سلطان سلیمان به این نیز بسنده نکرد و برای نشان دادن عشق خود به خرم، برخی از دیگر جاریه‌های خود را آزاد کرد و به عقد پاشاهای وقت درآورد و مراسم عروسی باشکوهی برای خودش و خرم برگزار کرد. بعدها یکی از تاریخ‌نویسان غربی دربارهٔ روابط سلطان سلیمان قانونی و خرم سلطان نوشت: «سلطان سلیمان قانونی به قدری خرم سلطان را دوست داشت و به او اعتماد می‌کرد که اطرافیان چنین می‌پنداشتند که او سلطان را جادو کرده است. حتی در گوش یکدیگر چنین نجوا می‌کردند که خرم یک جادوگر می‌باشد.»
سرانجام سلیمان به اندازه‌ای شیفتهٔ خرم شد که او را همسر عقدی و رسمی خود کرد، عنوان «خاصگی سلطان» به او داد و مهریه‌ای برای او تعیین کرد. انتقال حرم‌سرای عثمانی از کاخ قدیمی (ایسکی سرای) به کاخ توپکاپی، از سیاست‌های خرم در راستای نزدیکی به سلطان سلیمان دانسته می‌شود. بالیوسوی ونیزی دربارهٔ خرم نوشته است: «خرم سلطان خیلی زیبا نبود؛ ولی زنی شیرین و بسیار جذاب بود. او با اندامی ظریف و چهره‌ای سفید، همیشه لباس آراسته می‌پوشید و به جز زبان روسی با ادبیات ترکی نیز آشنایی داشت.» شمس‌الدین سامی گفته است: «خرم سلطان فرزندانی چون سلیم، بایزید و مهرماه داشت. در اصل از اسرای روس بوده که به علت حس جمال و عقل و درایت، قدرت زیادی در دربار عثمانی کسب نمود.» خرم زنی باهوش و جسور، با چشمانی آبی رنگ، موهای سرخ و چهره‌ای سفید توصیف شده است. سفیر کبیر وقت هاپسبورگ در توصیف پادشاه عثمانی نوشته است: «تنها چیزی که می‌توان در مورد سلطان سلیمان گفت، این است که او بیش از حد تحت تأثیر خرم سلطان قرار گرفته است.» در حقیقت، خرم که به خوبی از ضعف سلطان سلیمان در مقابل شعر و شاعری آگاه بود، از این امر در راستای اهداف خود بهره جست. این دو چنان برای یکدیگر شعر می‌نوشتند که گویی با زبان شعر با هم سخن می‌کردند. سلیمان خرم را همسر ایده‌آل خود می‌دانست. این دو در کنار هم نقاط مشترکی مثل شاعری یافته بودند و حتی افکار سلیمان در کانون شخصیت و ذکاوت خرم متمرکز شده بود. سلیمان با تخلص «محبی»، شعر زیر را برای خرم سروده است:
| جلیس خلوتم وارم حبیبم ماه تابانم        |  | انیسم محرمم وارم گوزللر شاهی سلطانم    |
| حیاتم حاصلم عمرم شراب کوثرم عادنم       |  | بهارم بهجتم روزم نگارم وَرد خندانم      |
| نشاطم عشرتم بزمم چراغم نیّرم شمعم        |  | ترنجی نار و نارنجم بنیم شمع شبستانم    |
| نباتم شکّرم گنجم جهان ایچینده بی‌رنجم     |  | عزیزم یوسفم وارم گونول مصرینده‌کی خانم  |
| ستانبولم قرامانم دیار مُلکت رومم         |  | بدخشانم و قِپچاغم و بغدادم خراسانم      |
| ساچی وارم قاشی یاییم گوزو پرفتنه بیمارم |  | اولورسم بوینونا قانیم مدد هی نامسلمانم |
| قاپوندا چون که مداحم سَنی مدح ایدرم دایم |  | یورک پُر غم گوزم پُر نم محبی‌یم خوش حالم  |
| — نیازمند ترجمه به فارسی                |  |                                        |

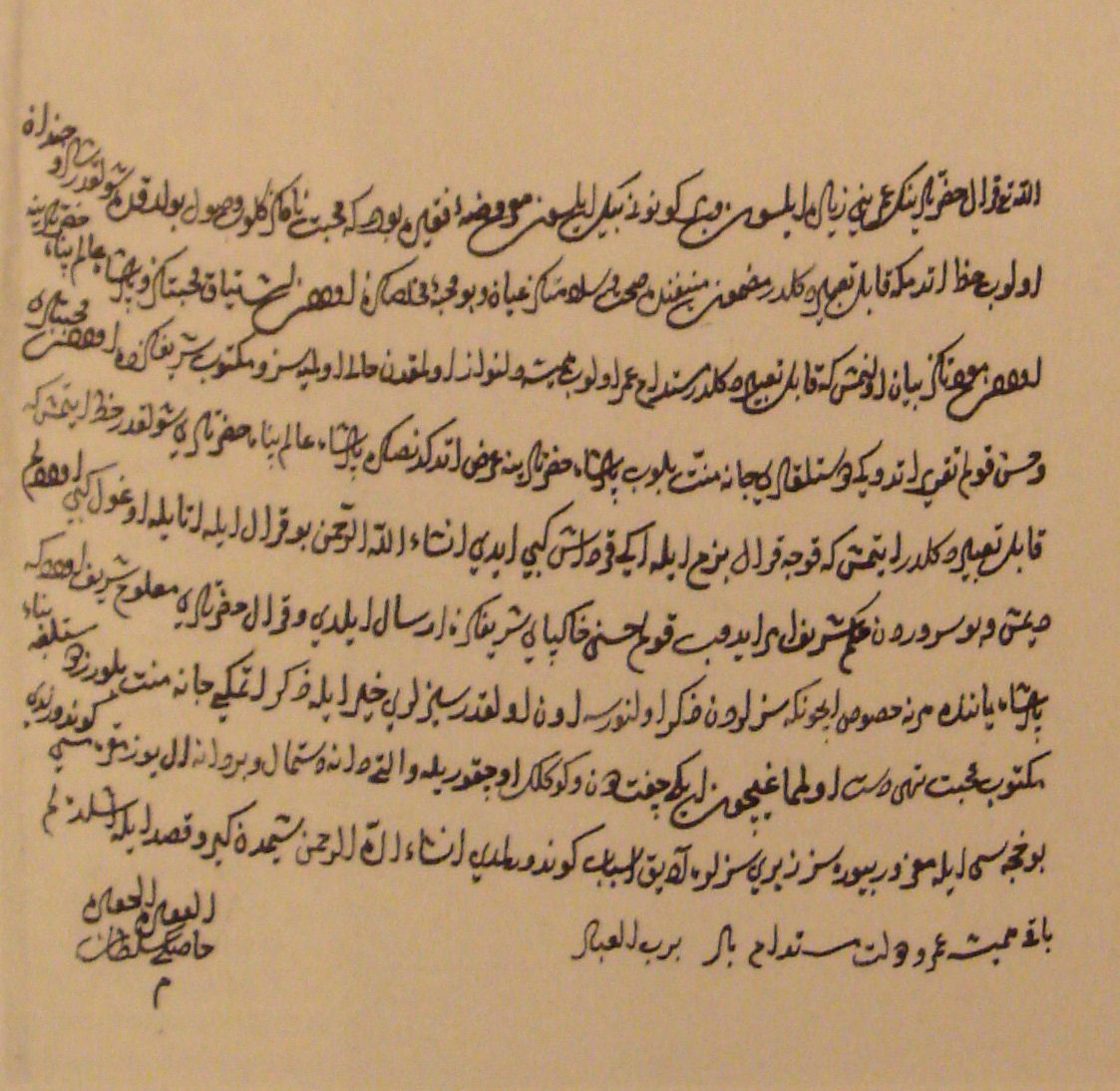
نامه‌ای که خرم سلطان به سیگیسموند دوم آگوستوس، پادشاه لهستان نوشت و بر تخت سلطنت نشستن را به او تبریک گفت

خرم سلطان در نقش خاصگیِ سلطان سلیمان، در کارهای دیپلماتیک همیار او بود. چنانچه هنگام پناهندگی برهان علی شاهزاده شروانی و القاص میرزا شاهزاده ایران، از این دو پذیرایی کرد و به خصوص هدایای شاهانه‌ای نظیر پیراهن‌های اعلا که به دست خود دوخته بود، با دستمال‌های ابریشمی به القاص میرزا داد. پس از انعقاد پیمان آماسیه میان شاه تهماسب یکم و سلطان سلیمان، برای بقای دوستی میان ایران و عثمانی مکاتبات زیادی بین این دو کشور رد و بدل کردید. در یکی از این مراودات، هیئت ایرانی نامه‌ای از طرف سلطان بیگم خواهر شاه تهماسب که عموماً مورد مشورت او هم بود، به خرم سلطان تقدیم کرد. خرم سلطان با از میان برداشتن رقبایش در حرم‌سرا و کسب قدرت، در صدد نابودی رقبای جانشینی فرزندانش برآمد؛ زیرا با رسم متداول شده از زمان سلطان محمد فاتح، سلطان جدید عثمانی برای حفظ ثبات امپراتوری تمام برادران خود را به قتل می‌رساند. از هشت پسر سلطان سلیمان، سه تن به نام‌های مراد، محمد و شاهزاده عبدالله در کودکی مردند. نخستین پسر او از خرم یعنی شاهزاده محمد نیز در جوانی به مرگ طبیعی درگذشت. سلطان از میان چهار شهزاده باقی مانده خود، دوستدار جانشینی فرزند ارشد و شجاع خود مصطفی بود. در مقابل، خرم سلطان به تخت نشاندن فرزندان خود را می‌خواست. اصلی‌ترین رقیب فرزندان خرم برای جانشینی، شاهزاده مصطفی بود که به دلیل توجه پدرش و داشتن مزیت‌های اخلاقی چون صداقت و فضل و نفوذ در میان لشکریان، جانشین شدن فرزندان خرم را در سایه قرار می‌داد.
خرم از زمان ورود به حرم‌سرای عثمانی، موفق شده بود موانع گوناگون بر سر راه خود را یکی پس از دیگری از میان بردارد. اولین دسیسه‌ای که خرم چید، برای ابراهیم پاشای پارگایی وزیر اعظم مقتدر عثمانی بود؛ زیرا او از جانشینی شاهزاده مصطفی حمایت می‌کرد. خرم سلطان به خوبی می‌دانست تا زمانی که ابراهیم پاشا در صحنه حضور داشته یاشد، او در پس پرده باقی خواهد ماند. در نتیجه خرم با دسیسه‌ای او را کشت و همسرش خدیجه سلطان و پسرشان محمد را نیز خفه کرد. با قتل ابراهیم پاشا در سال ۱۵۴۹، دربار عثمانی نیز همانند حرم‌سرا به دست خرم سلطان افتاد و شاید از همان زمان دورهٔ تازه‌ای در تاریخ عثمانی آغاز شد که بدان دوره «سلطنت زنان» می‌گویند. پس از ابراهیم پاشا، رستم پاشا وزیر اعظم عثمانی شد. مسلماً خرم در تعیین و انتصاب او به این مقام نقش مهمی داشته است. رستم پیش از آن، والی دیاربکر بود و خرم برای نزدیکی بیشتر با وی، دخترش مهرماه سلطان را به عقد او درآورده بود. پس از این ازدواج، اتحاد سه‌گانه‌ای میان خرم، مهرماه و رستم شکل گرفت که قدرت دربار را قبضه کرد. این سه توانستند چنان نفوذ خود را بر سلطان افزایش دهند که هر خواستهٔ خود را عملی سازند.

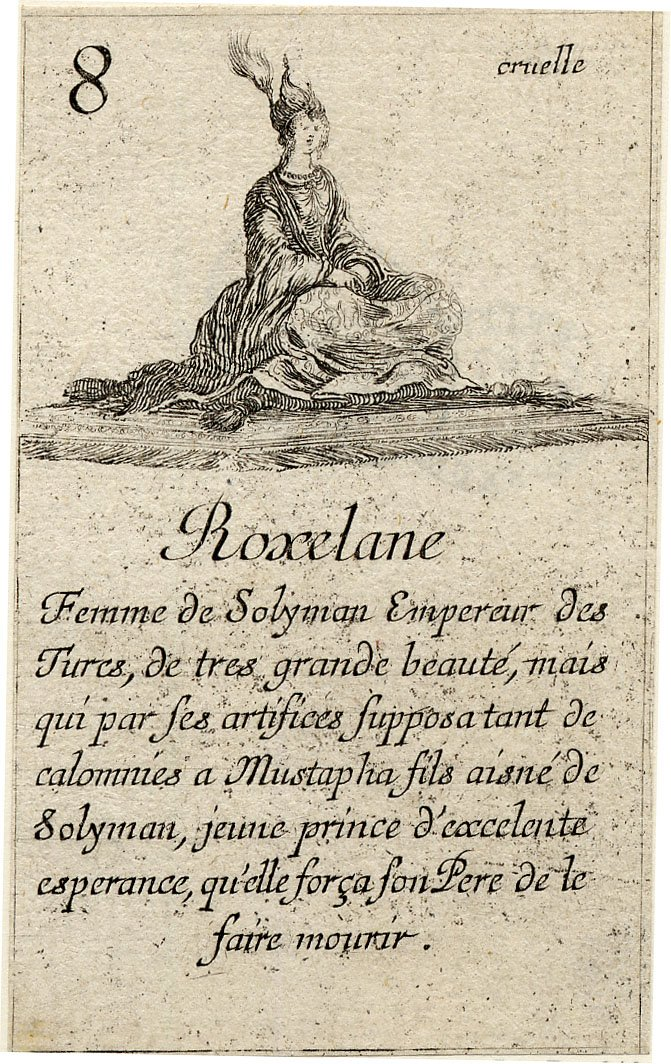
پوستری فرانسوی از خرم سلطان اثر طراح مشهور فلورانسی که حدود سال ۱۵۴۴ منتشر شده است. ترجمه: روکسولان، همسر سلیمان امپراتور ترک‌ها، زنی بسیار زیبا [است]، اما با حیله‌گری‌هایش آنقدر به مصطفی پسر ارشد سلیمان [که] شاهزاده‌ای جوان و بسیار امیدوارکننده بود، تهمت زد که پدرش را مجبور به قتل او کرد.

این بار نوبت به شاهزاده مصطفی رسیده بود. او بزرگ‌ترین پسر سلطان و شاهزاده‌ای بسیار با استعداد بود که هم از سوی مردم و هم از سوی ارتش دوست داشته می‌شد. سلیمان نیز خود طرفدار او بود. خرم با همکاری دخترش مهرماه و دامادش رستم پاشا برای از میان برداشتن شاهزاده مصطفی، شایعهٔ قصد ازدواج او با دختر شاه تهماسب و تصاحب تاج و تخت سلطان را پخش کرد. رستم پاشا از زبان شاهزاده مصطفی نامه‌ای به پادشاه ایران نوشته که در آن آمده بود مصطفی می‌خواهد به جای پدرش بر تخت سلطنت نشسته و برای همین از پادشاه ایران یاری می‌خواهد. سلطان سلیمان صحت این نامه را باور کرد و تصمیم به اعدام پسرش گرفت. در روز جمعه ۶ اکتبر ۱۵۵۳، شاهزاده مصطفی با سپاهان هوادارش مقابل اردوی سلطان در ارکلی قرار گرفتند. سرانجام جمعی از وزرا و فرماندهان سلطان، شاهزاده را با شکوه فراوان به خیمهٔ همایونی بردند و مصطفی که می‌رفت تا دست پدرش را ببوسد، به دستور اعدام شد. شاهزاده جهانگیر کوچک‌ترین پسر سلطان، پس از ۵۱ روز از شدت ناراحتی قتل برادرش، دق‌مرگ شد. بدین ترتیب سلطان سلیمان در مدتی کوتاه دو پسر خود را از دست داد و از ترس شورش ینی‌چری‌های خشمگین، میان آنها پول پخش کرد، رستم پاشا را از مقامش خلع کرد و قصد داشت او بکشد؛ اما با وساطت خرم، رستم زنده ماند و بعدها پس از قتل احمد پاشا جانشین رستم در صدارت، که آن هم با دسیسه خرم بود، دوباره در مقام وزارتش ابقا شد.
خرم سلطان در ابتدا طرفدار جانشینی پسرش بایزید بود؛ به اتفاق دخترش مهرماه و رستم پاشا به طرفداری از او برآمدند. سلیم که دو سال از بایزید بزرگ‌تر بود، مردی خوش‌گذران و شیفهٔ مشروبات الکی بود. او شاهزاده‌ای مبارز و تامین‌کنندهٔ نیاز آن زمان تاج و تخت عثمانی نبود. در مقابل، بایزید شخصیت جدش سلطان سلیم را داشت و قلم و شمشیر را با هم به‌کار می‌گرفت و از زمان مرگ شاهزاده مصطفی، تمام امید لشکریان به بایزید بود. ولی او با مرگ مادرش خرم، بزرگ‌ترین حامی خود را از دست داد.

### مرگ

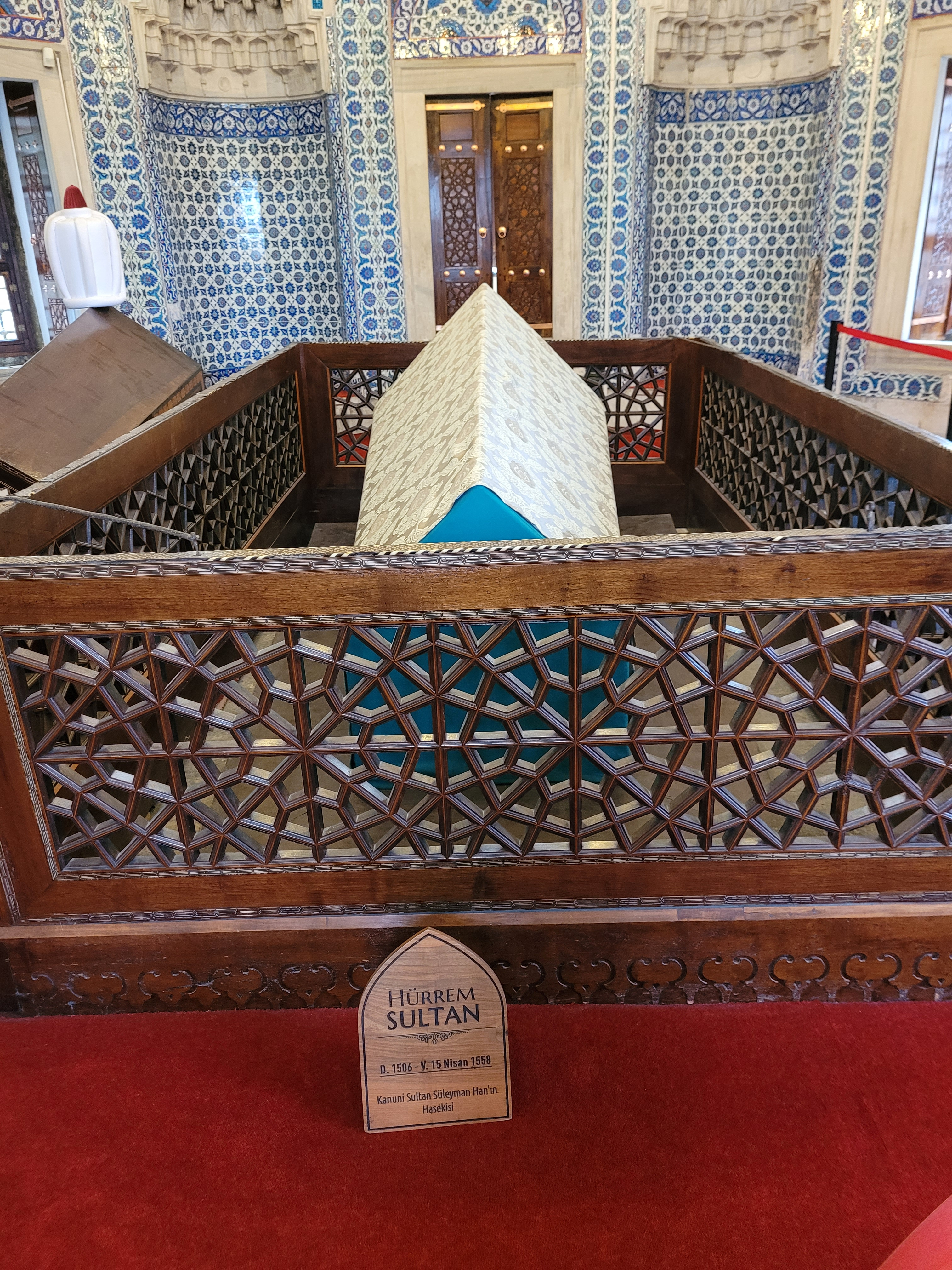
تصویری از آرامگاه خرم سلطان

خرم سلطان علیرغم هوش و ذکاوت بالای خود، نتوانست مسیر سرنوشت را تغییر دهد و شاهد رسیدن به مقام «والده سلطان» باشد. سرانجام، خرم در سال ۱۵۵۸ بیمار شد و در ادیرنه درگذشت. او در مسجد سلیمانیه و در مقبره‌ای که سلطان سلیمان برای وی ساخته بود، به خاک سپرده شد.
خرم سلطان حتی نتوانست شاهد جنگ جانشینی میان پسرانش سلیم و بایزید باشد. دو برادر در دشت قونیه مقابل یکدیگر قرار گرفتند که نبردشان با شکست بایزید به پایان رسید. در نتیجه بایزید با ۱۲ هزار نفر از نیروهای همراه خود و چهار پسرش به ایران پناهنده شد. نامه‌هایی که بایزید برای پدرش نوشت نیز با دسیسه لالامصطفی پاشا که پیشتر در خدمت بایزید بود و سپس به جانب سلیم رفت، هیچگاه به دست سلطان نرسید. لذا با درخواست سلطان سلیمان، شاه تهماسب پناهندگان را تحویل فرستادگان عثمانی داد که بایزید و پسرانش را اعدام کردند و جسدشان را در سیواس دفن کردند.

## فرزندان
- شاهزاده محمد (تولد: ۱۵۲۰ در استانبول – مرگ: ۶ نوامبر ۱۵۴۳ در مانیسا) در مقبره شاهزاده محمد در مسجد شاهزاده دفن شد.
- مهرماه سلطان (تولد: مارس ۱۵۲۲ در استانبول – مرگ: ۲۵ ژانویه ۱۵۷۸ در استانبول) در مقبره سلیمان یکم در مسجد سلیمانیه دفن شد. در ۲۶ نوامبر ۱۵۳۹ با رستم پاشا ازدواج کرد و در مسجد سلیمانیه دفن شد.
- شاهزاده عبدالله (تولد: ۱۵۲۳ در استانبول – مرگ: حدود  ۱۵۲۸ در استانبول) در مسجد یاووز سلیم [en] دفن شد.
- سلیم دوم (تولد: ۲۸ مه ۱۵۲۴ در استانبول – مرگ: ۱۳ دسامبر ۱۵۷۴ در استانبول) در مقبره خودش سلیم دوم در ایا صوفیه دفن شد.
- شاهزاده بایزید (تولد: ۱۹ سپتامبر ۱۵۲۶ در استانبول – اعدام: ۲۵ ژوئن ۱۵۶۲ در قزوین) در مسجد ملک عجم در سیواس دفن شد.
- شاهزاده جهانگیر (تولد: ۹ دسامبر ۱۵۳۰ در استانبول – مرگ: ۲۷ نوامبر ۱۵۵۳ در حلب) در مقبره شاهزاده محمد در مسجد شاهزاده دفن شد.

## میراث
خرم سلطان در منابع مختلف، هم با خیرات و هم با دسیسه‌هایش به یاد آورده می‌شود. او قریب به ۳۸ سال با سلطان سلیمان قانونی، بزرگ‌ترین پادشاه عثمانی زندگی کرد و این دو تنها در سفرهای طولانی مدت سلیمان از هم جدا می‌ماندند. خرم سلطان با استفاده از علاقهٔ سلیمان به خود، تمام معیارهای سابق حرم‌سرای عثمانی را به هم زد و پس از مرگ، در کنار خیرات و میراث فراوان، سرنوشت غم‌انگیزی را برای دربار عثمانی به جا گذاشت. به‌طور کلی، می‌توان گفت که تحرکات زنان در دربار عثمانی، از زمان خرم و سلطان سلیمان آغاز شد. زنان حرم از والده سلطان‌ها گرفته تا سایر زوجات، با سواستفاده از علاقهٔ سلاطین و خردسالی شاهزادگان، اعمال نفوذ خود را در عزل و نصب‌ها و ولخرجی‌ها آغاز نمودند. دورهٔ سلطنت سلیمان قانونی نقطهٔ اوج امپراتوری عثمانی و در عین حال، زمان آشکار شدن نشانه‌های ضعف این حکومت بود. قدرت‌گیری زنان در دربار و دخالت آنها در انتخاب و انتصاب مشاغل و متداول شدن رشوه‌گیری در واگذاری مقام‌ها و اراضی دولتی، موجب شتاب گرفتن این ضعف عثمانی شد.

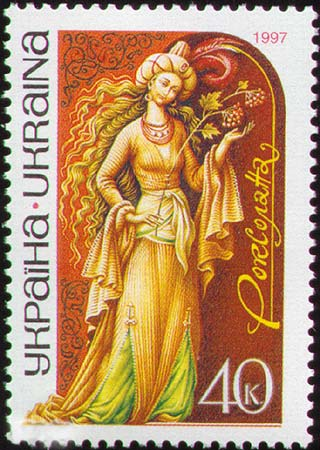
نگاره‌ای از خرم سلطان بر روی یک تمبر اوکراینی

خرم با ازدواج رسمی با سلطان عثمانی، عرف ۲۰۰ ساله آن حکومت را شکست و نخستین همسر یک سلطان عثمانی بود که به مقام «خاصگی سلطان» رسید. این عنوان که برای بیش از یک قرن مورد استفاده قرار می‌گرفت، قدرت عظیمی را به همسران سلاطین عثمانی بخشید که اکثر آنها سابقاً برده بودند. نقل مکان خرم از کاخ قدیمی به کاخ توپکاپی هم یکی دیگر از سنت‌شکنی های بسیار مهم او در دربار عثمانی بود؛ زیرا سلطان محمد فاتح شخصاً به‌طور خاص و مؤثر فرمانی را صادر کرده بود مبنی بر اینکه به هیچ زنی اجازه نخواهد داد در کاخ محل کار خود که مرکز قدرت بود، سکونت داشته باشد. بعدها با انتقال کل حرم‌سرا به کاخ توپکاپی، آنجا به‌طور ویژه به یک نقطهٔ مهم دولت در آینده تبدیل شد و به این شکل، شرایط دخالت روزافزون همسران، به ویژه مادران سلاطین را فراهم کرد. می‌توان گفت که خرم و سلیمان نه تنها آداب و رسوم قدیمی را زیر پا گذاشتند، بلکه سنت جدیدی را برای جانشینان آینده خود در امپراتوری عثمانی ایجاد کردند. در آن سنت، یک کنیز می‌توانست با ازدواج رسمی با سلاطین، دولت و به ویژه مسئلهٔ جانشینی را تحت تأثیر قرار دهد. به‌علاوه، نقش مادر شاهزادگان در آموزش و راهنمایی فرزندانشان در طول زندگی برجسته‌تر گشت که موجب تأثیرگذاری بیشتر آنان در زمینهٔ جانشینی و جنگ‌های داخلی حکومت شد.
«سلطنت زنان» در قصر عثمانی که در نتیجهٔ اقدامات خرم آغاز گردید، پس از او توسط زنانی چون نوربانو سلطان تا کوسم سلطان، خاصگی رومی‌تبار سلطان احمد که برای حفظ اقتدارش از مرگ فرزندان و مسموم نمودن نوه‌اش هم چشم‌پوشی نکرد، دنبال شد.
اگرچه روایت‌ها دربارهٔ نقش خرم در اعدام‌های ابراهیم پاشا، شهزاده مصطفی و احمد پاشا بسیار مشهور هستند؛ اما در واقع هیچ‌کدام از آن‌ها بر اساس منابع دست اول نیستند. تمام توصیفات دیگر از خرم (اعم از داستان‌ها یا نقاشی‌های او)، با اظهار نظر مورخان عثمانی در قرن شانزدهم و هفدهم و نیز دیپلمات‌ها، ناظران و مسافران اروپایی صورت گرفته که بی‌طرفانه توصیف نمی‌شوند. از آنجا که به هیچ‌یک از این افراد (نه عثمانی‌ها و نه خارجی‌ها) اجازه ورود به حلقه درونی حرم امپراتوری داده نمی‌شد، آن‌ها تا حد زیادی به شهادت خادمان و درباریان یا شایعات مشهوری که در اطراف استانبول می‌چرخید تکیه می‌کردند. حتی گزارش‌های سفرای ونیزی دربار سلیمان که گسترده‌ترین و عینی‌ترین منبع دست اول غربی در مورد خرم تا به امروز است، غالباً با تفسیرهای خود نویسندگان از شایعات حرم پر شده است.

### خیرات

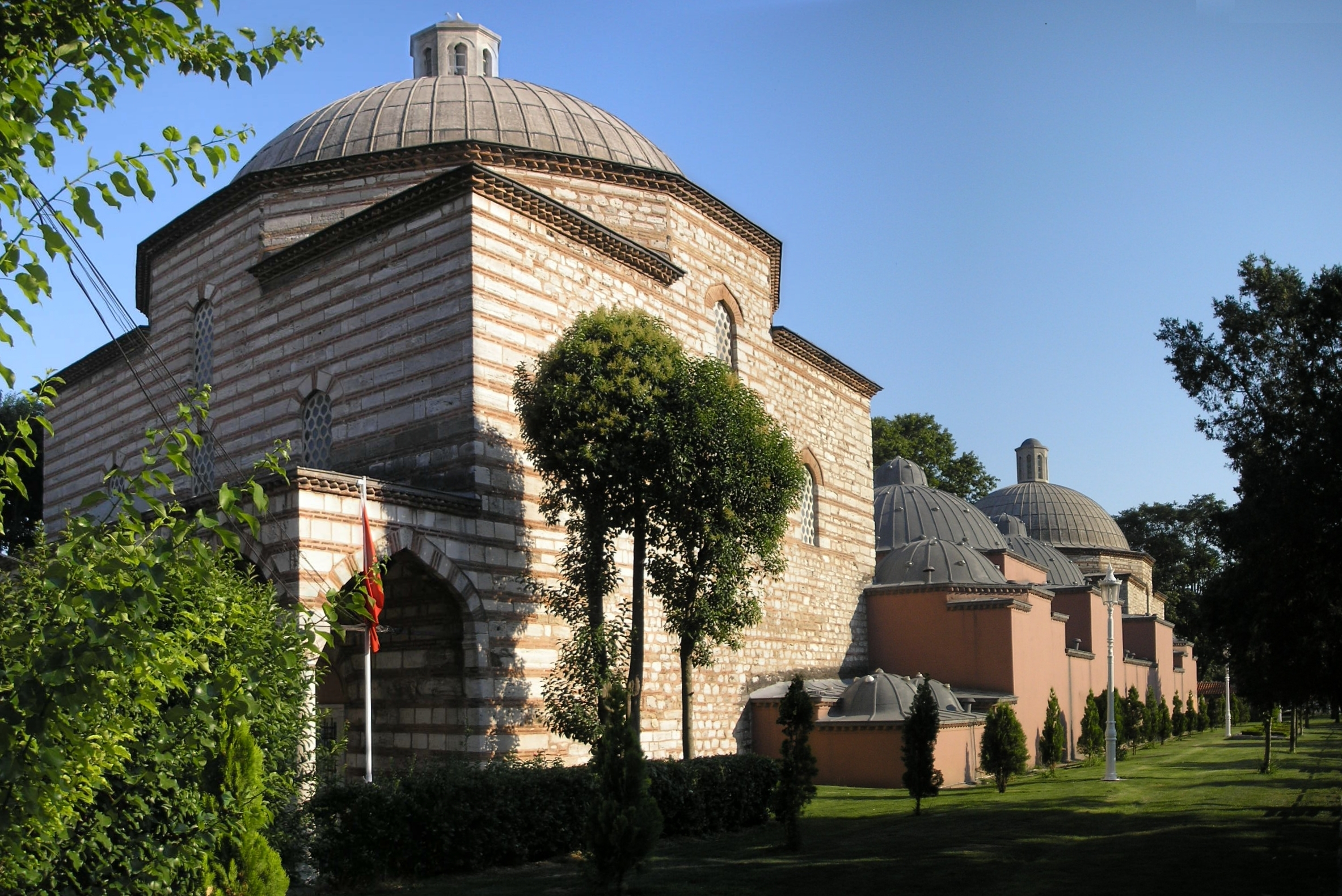
نمایی از حمام خاصگی خرم سلطان

خرم سلطان زنی خیر بود و در مکه و مدینه دو عمارت‌خانه برای نیازمندان ساخته بود. به فرمان او آب آشامیدنی شهر ادیرنه تأمین شده و چندین چشمه احداث گردید. مجتمع خاصگی سلطان در استانبول که متشکل از مسجد، مدرسه، عمارت و دارالشفا (بیمارستان) است، با خواست او و با فرمان سلطان سلیمان ساخته شد. او دستور داد تا در نزدیکی ایا صوفیه، حمامی بنا کنند که امروزه واقع در میدان سلطان احمد و حمام خاصگی خرم سلطان نام دارد. این حمام توسط معمار سنان مشهور ساخته شده است. ساخت حمام در زمان عثمانیان از سوی سلطانه‌ها آداب و سنن خاصی محسوب می‌شد و فرهنگ حمام‌سازی علی‌الخصوص در آن دوره رایج بود. خرم به اتفاق همسرش، دخترش مهرماه و دامادش رستم پاشا، بناهای عام‌المنفعه زیادی احداث نمودند. بناهای خرم سلطان شامل مسجد، مدرسه، راه، حمام و دارالشفا می‌باشند که در خود عثمانی به بناهای «خیره خاصگی سلطان» مشهور بودند. سلطان سلیمان هم برای ادارهٔ این اماکن خیریه، املاک و مزارع زیادی را به خرم بخشید که وقف آنها شدند. سلطان پس از مرگ خرم، در بازار عررت استانبول بناهای خیریه زیادی احداث نمود. او همچنین چشمه‌های آب زلال در ادیرنه به یاد همسرش جاری نمود و یک دارالایتام (یتیم‌خانه) در مدینه تأسیس کرد که روزانه صدها تن از فقرای مکه و مدینه در آنجا پذیرایی می‌شدند.

## در فرهنگ عامه
خرم سلطان یا همان روکسلانا، هم در ترکیه امروزی و هم در اروپا بسیار شناخته شده است و موضوع اصلی بسیاری از کارهای هنری قرار گرفته است. در سال ۱۵۶۱، سه سال پس از مرگ خرم، نویسندهٔ فرانسوی گابریل بونین یک تراژدی با عنوان سلطانه دربارهٔ نقش خرم سلطان در مرگ شاهزاده مصطفی نوشت. این تراژدی نخستین نمایشنامه در مورد عثمانیان است که در فرانسه بر روی صحنهٔ تئاتر رفت. خرم همچنین الهام‌بخش بسیاری از نقاشی‌ها، آثار موسیقی چون سمفونی شماره ۶۳ یوزف هایدن)، اُپرایی از دنیس سیچینسکی، نمایشنامه‌ها و بسیاری از رمان‌ها به زبان‌های اوکراینی، انگلیسی، فرانسوی و آلمانی می‌باشد.
- در سال ۲۰۰۷، مسلمانان در ماریوپول (شهری بندری واقع در جنوب شرقی کشور اوکراین) مسجدی را به نشان احترام برای روکسلانا گشودند.[۲۷]
- در فیلم نبرد سه پادشاه محصول ۱۹۹۰ شوروی، نقش وی توسط بازیگر ایتالیایی کلودیا کاردیناله به تصویر کشیده شد.
- در مینی‌سریال خرم سلطان [tr] محصول ۲۰۰۳ ترکیه، نقش وی توسط بازیگر و خواننده ترک گلبن ارگن به تصویر کشیده شد.
- در سریال حریم سلطان محصول ۲۰۱۱–۲۰۱۴ ترکیه، نقش وی از فصل یکم تا سوم این مجموعه توسط بازیگر ترک–آلمانی مریم اوزرلی و در فصل چهارم توسط بازیگر ترک وحیده پرچین به تصویر کشیده شد.
- در فیلم سه هزار سال حسرت محصول ۲۰۲۲ آمریکا، نقش وی توسط بازیگر استرالیایی مگان گیل به تصویر کشیده شد.

نگاره‌ها از خرم سلطان
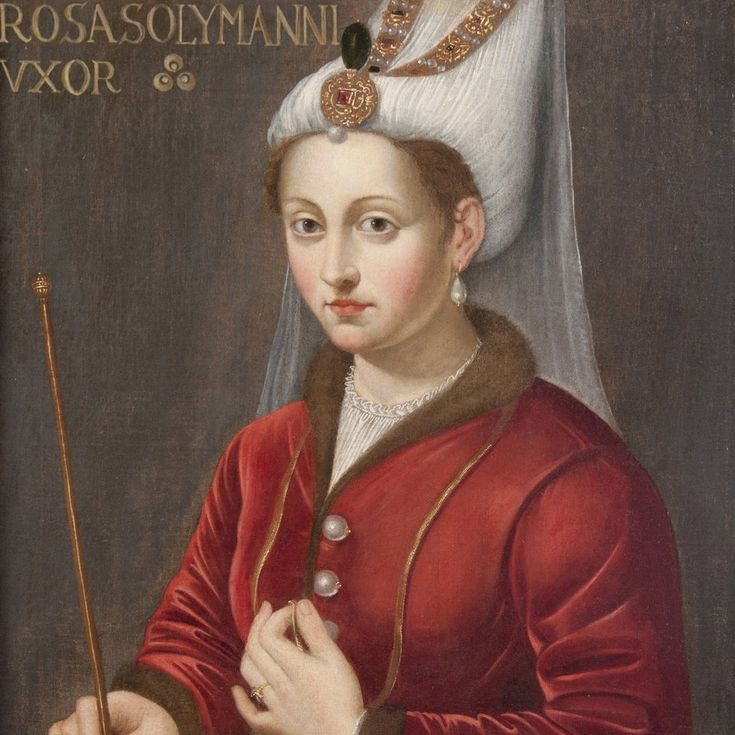
پرترهٔ روزا، همسر سلیمان
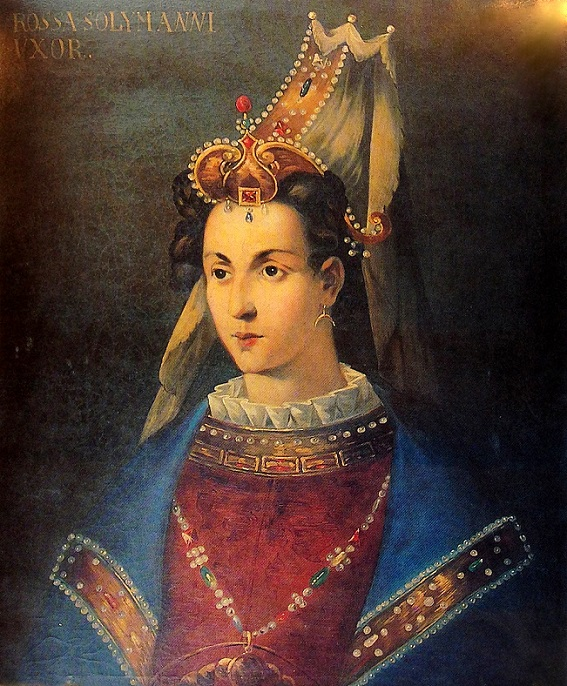
پرترهٔ همسر سلیمان، روکسلانا
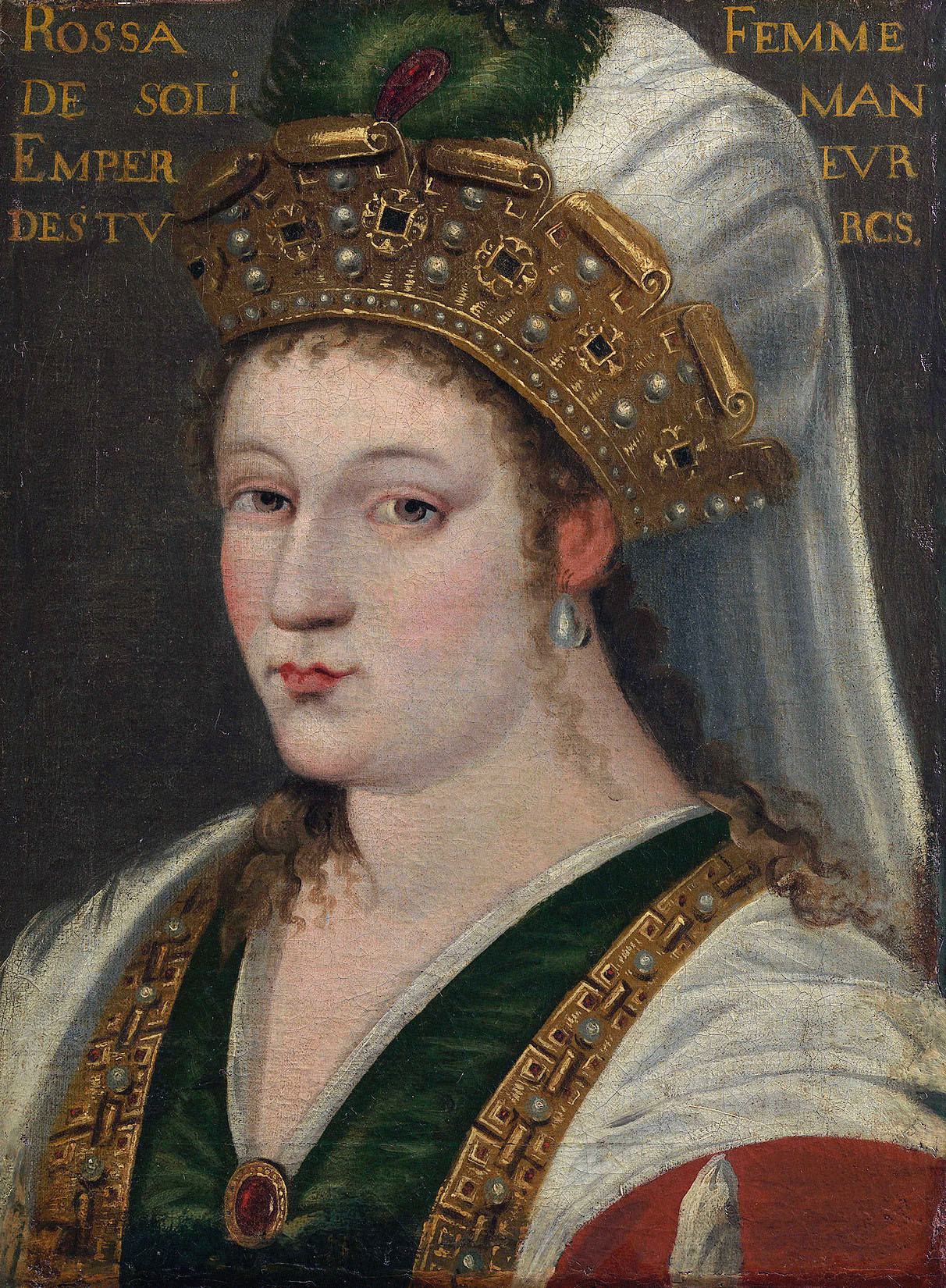
پرترهٔ روزا، همسر سلیمان، امپراتور ترک‌ها
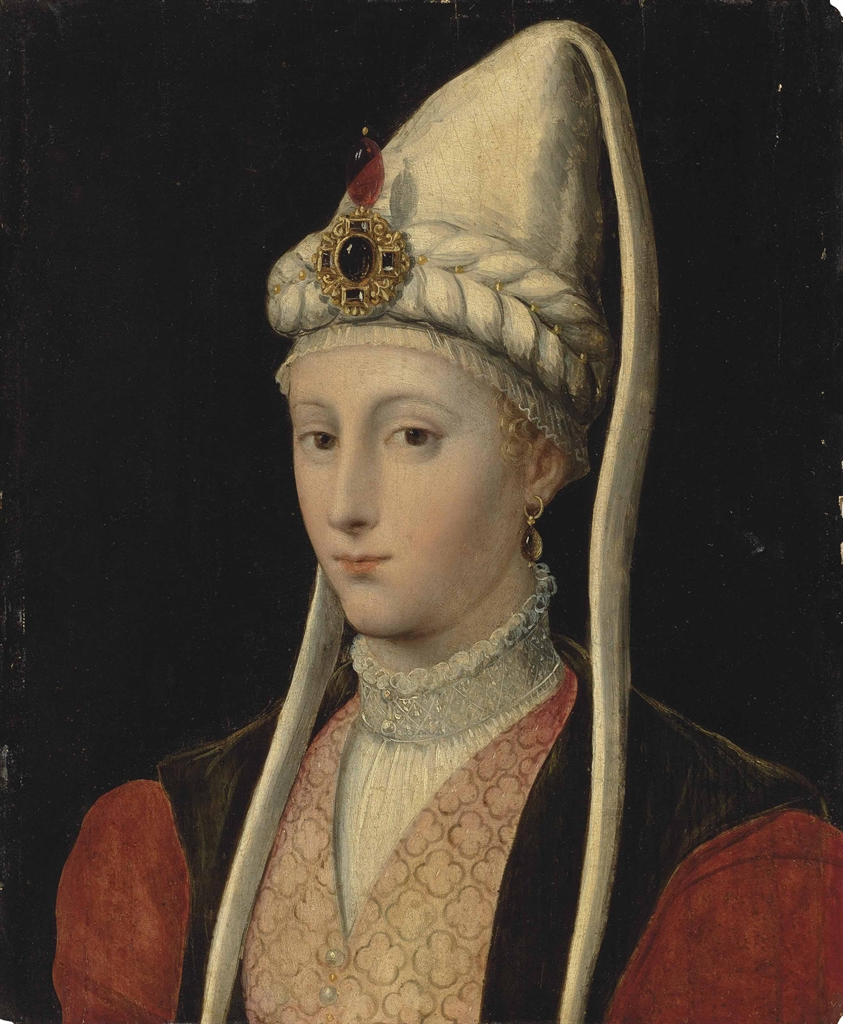
پرترهٔ احتمالی خرم سلطان با الهام از تیسین
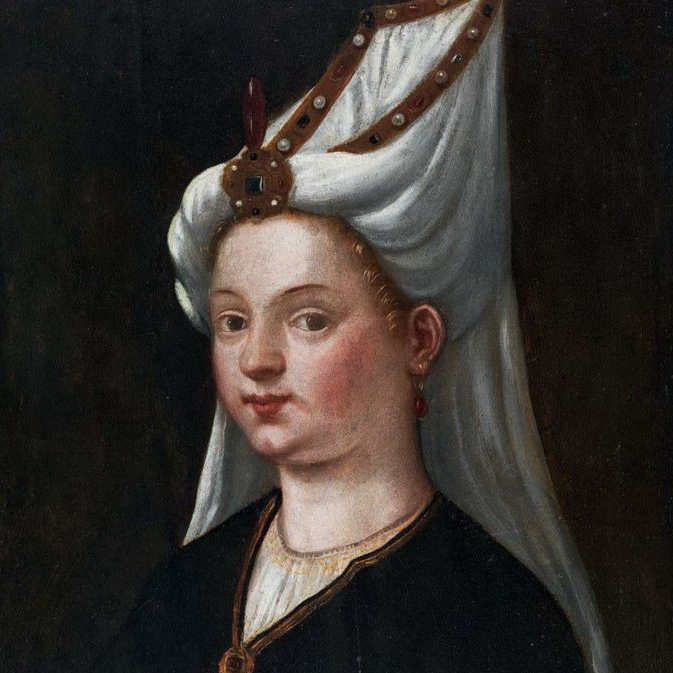
پرترهٔ روکسلانا
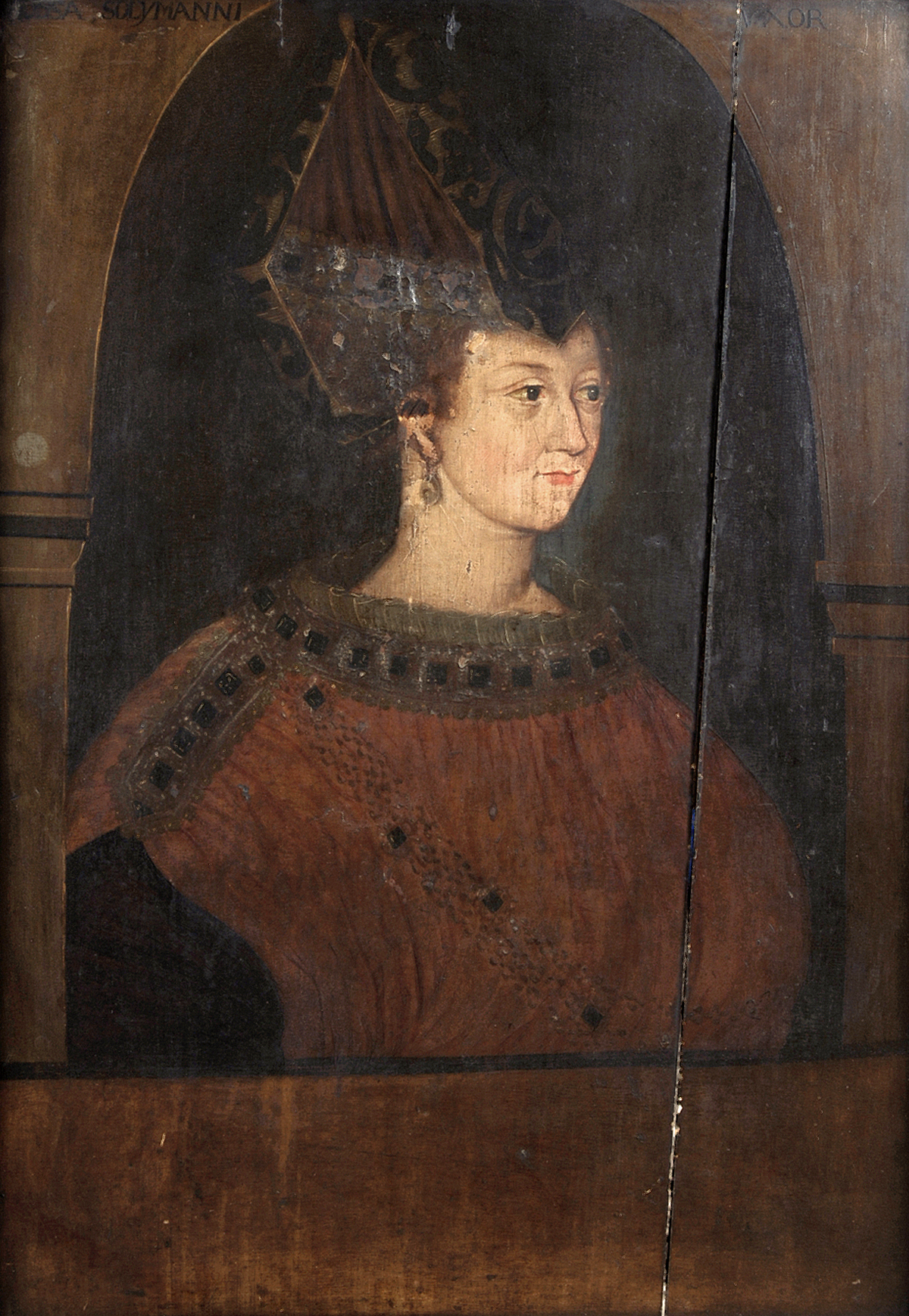
تخته‌نگارهٔ روزا، همسر سلیمان محتشم
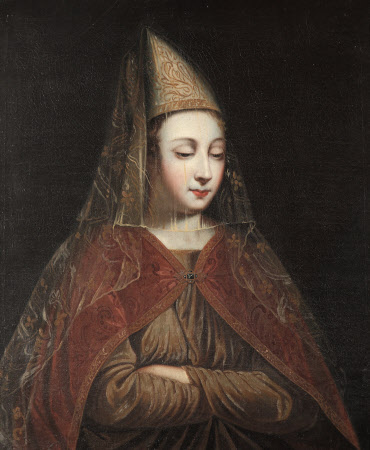
پرترهٔ روکسلانا
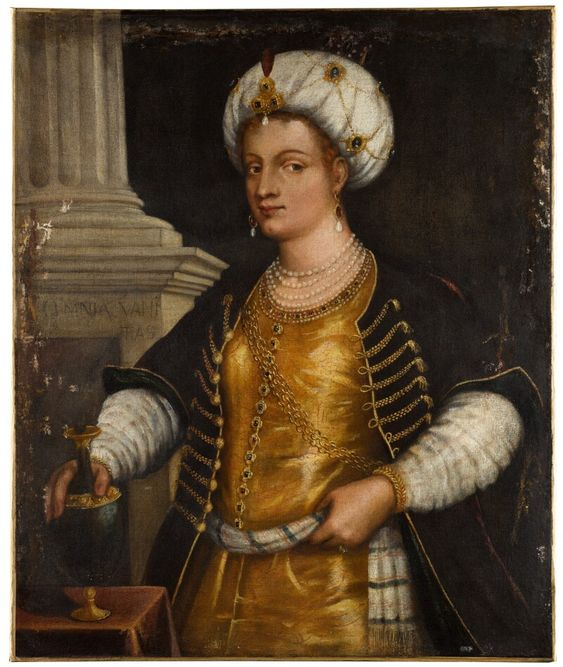
پرترهٔ منسوب
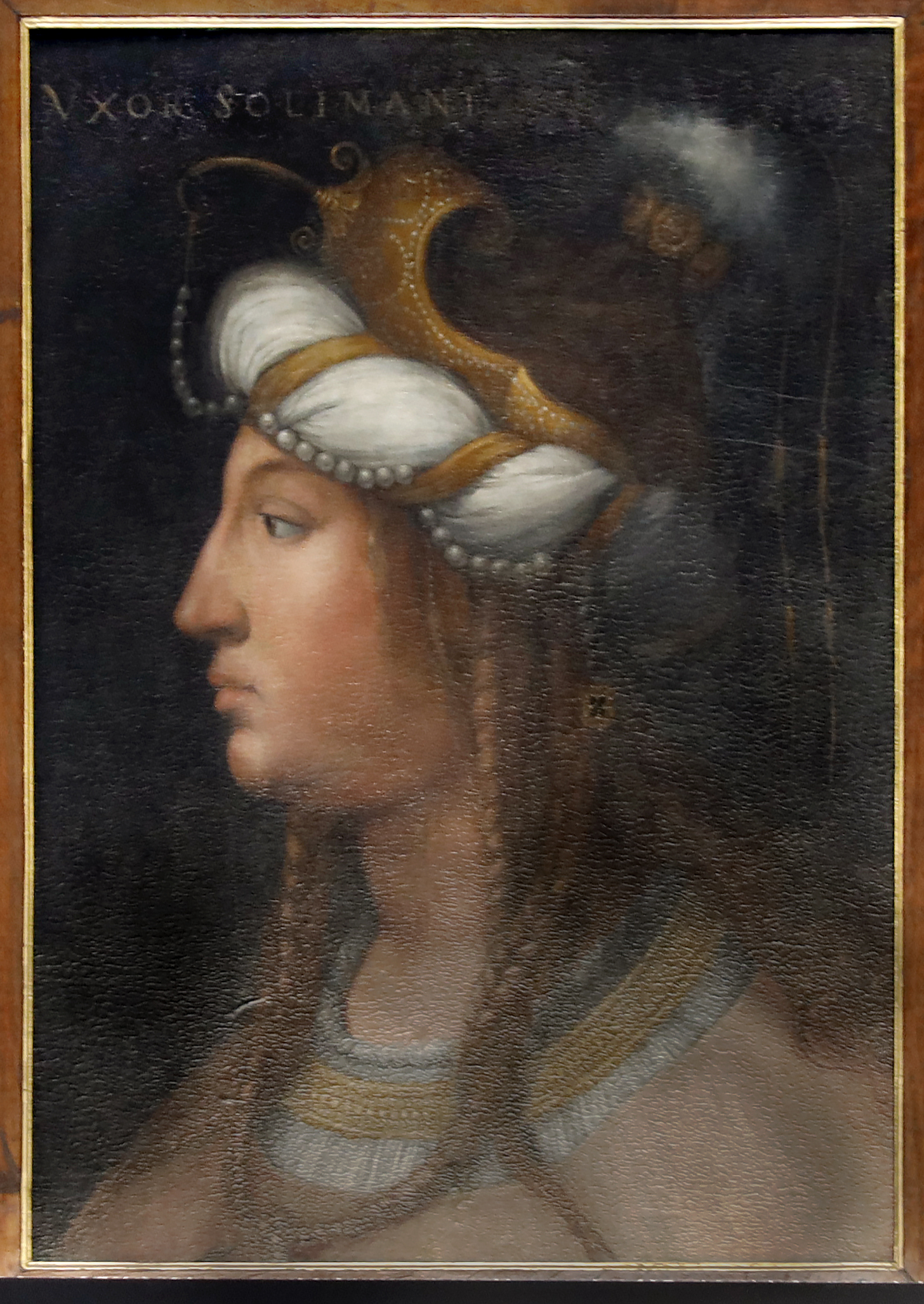
پرترهٔ روکسلانا اثر کریستوفان دل آلتیسیمو
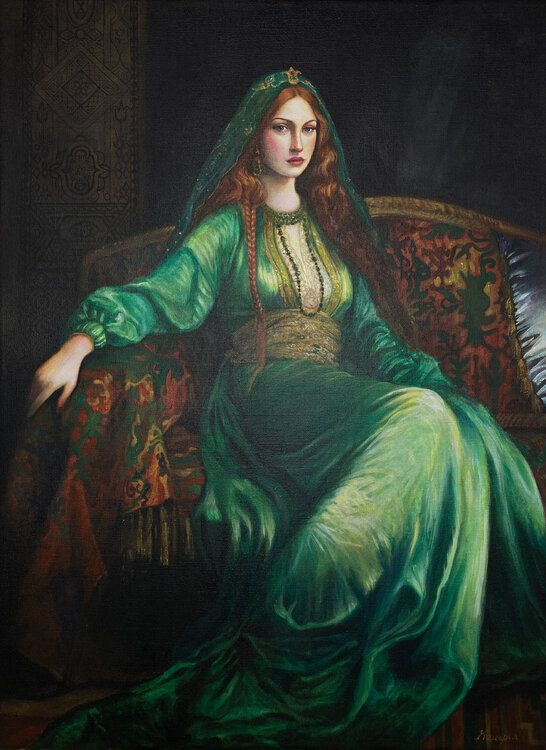
نگارهٔ امروزی از خرم سلطان
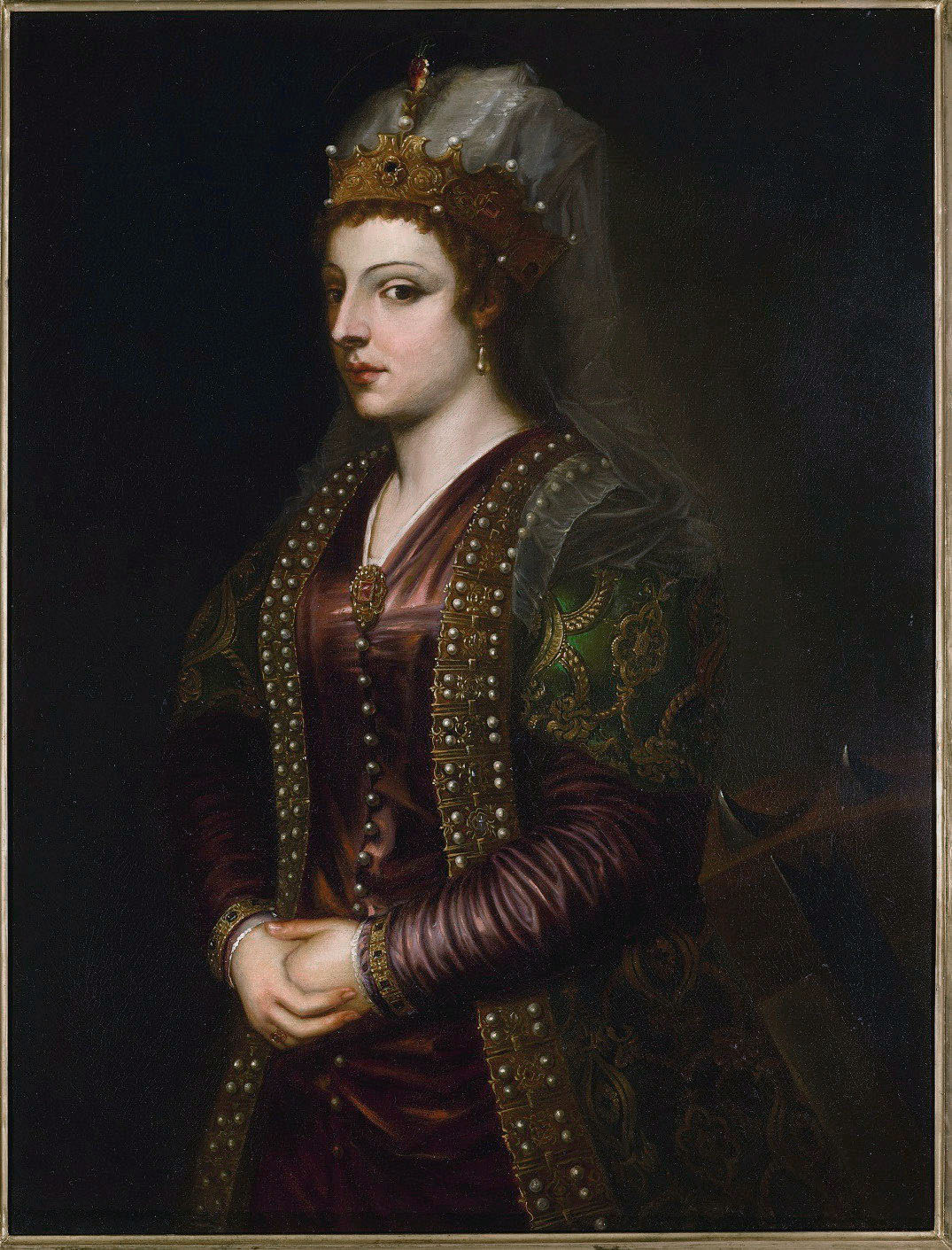
پرترهٔ روکسلانا، همسر سلیمان محتشم
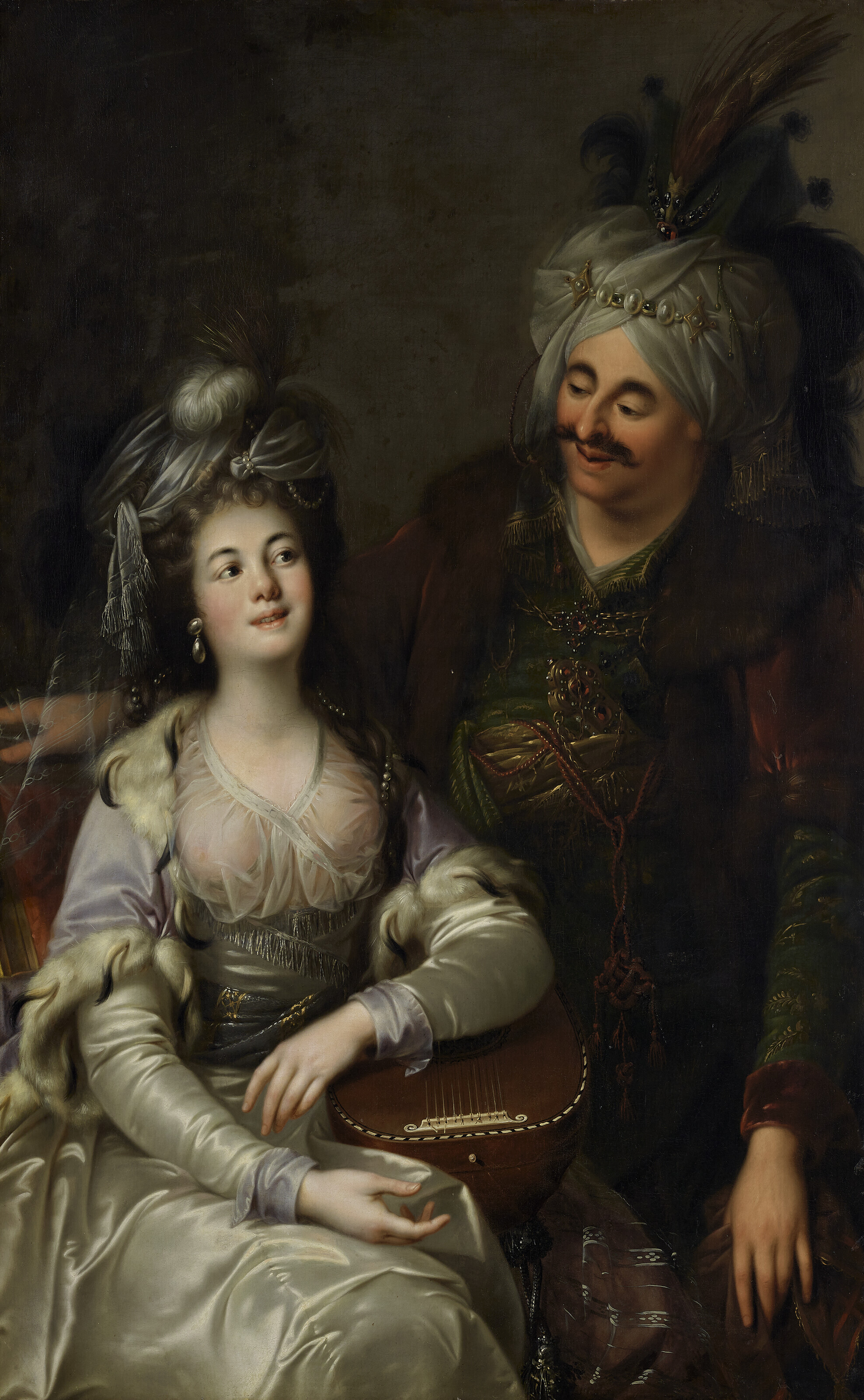
نگارهٔ روکسلانا و سلیمان محتشم منسوب به آنتون هیکل